# 弥子瑕

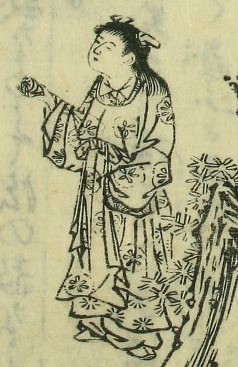
弥子瑕

弥子 瑕（びし か）は、中国戦国時代の衛の君主霊公に寵愛されていた男性。韓非の著した『韓非子』の説難篇において君主に諫言したり議論したりする際の心得を説く話に登場する。
当時衛では君主の馬車に無断で乗った者は足斬りの刑に処された。ある日弥子瑕に彼の母が病気になったと人が来て知らせた。弥子瑕は母の元へ、君主の命と偽って霊公の馬車に乗って駆けつけた。霊公は刑に処されることも忘れての親孝行を褒め称えた。

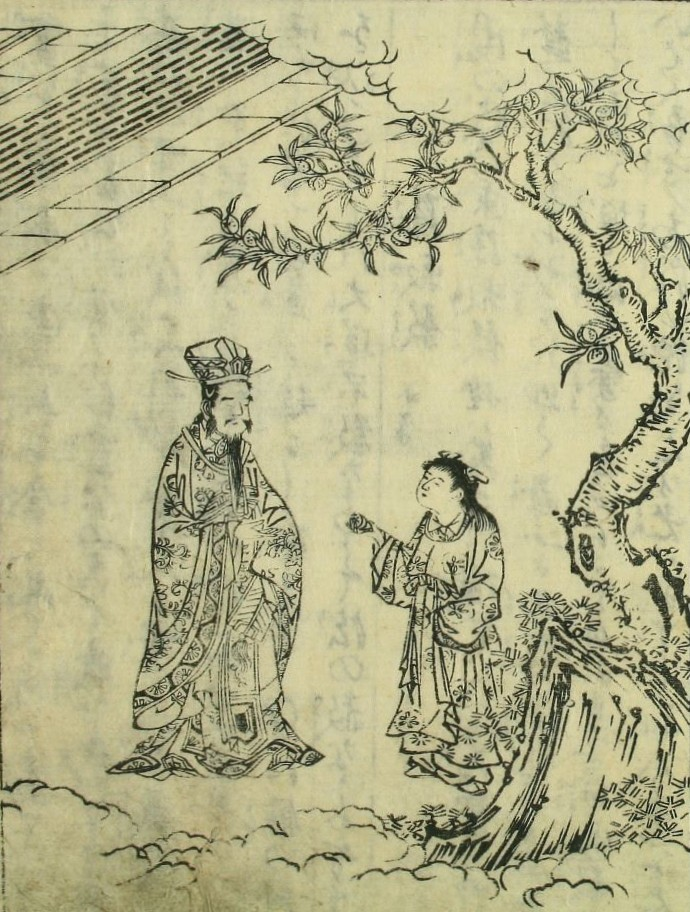
食べかけの桃を霊公に分け与える弥子瑕。橘守国『絵本故事談』より。

別のある日、弥子瑕は霊公と果樹園へ遊びに出た。そこの桃は大層美味だったため、食べ尽くさずに半分を霊公に食べさせた。霊公は何と自分を愛してくれていることかと彼を褒め称えた。
歳を取り美貌も衰え霊公の愛が弛むと、君命を偽って馬車に乗り、食い残しの桃を食わせたとして弥子瑕は刑を受けた。
韓非はこの故事（「余桃の罪」）を以って、君主から愛されているか憎まれているかを察した上で自分の考えを説く必要があると説いている。
『春秋左氏伝』によると、衛の大夫の史魚が弥子瑕を辞めさせ、賢臣の蘧伯玉を用いるよう進言し、史魚の死後にそのことがかなえられたという。